# Frameries

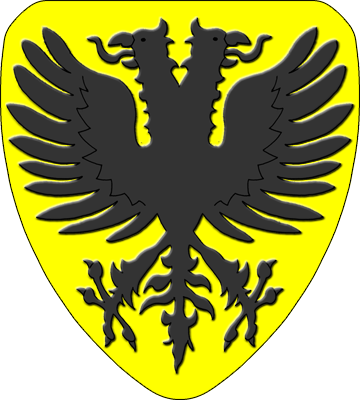
Frameries vapen

Frameries läge inom provinsen Hainaut

Frameries är en kommun i provinsen Hainaut i regionen Vallonien i Belgien. Frameries hade 20 727 invånare per 1 januari 2008.